# Салют-2

Салют-2 — третя (після Салют-1 і Скайлеб) орбітальна станція (ОПС-1 або № 101, програма «Алмаз») масою 18,5 т. Була виведена на орбіту ракетою-носієм «Протон-К» 4 квітня 1973 з космодрому Байконур. Перигей орбіти становив 216 км, апогей — 248 км, нахил — 51,6 °.
На 13-у добу сталося розгерметизація відсіків ОПС, а 25 квітня перестала надходити телеметрична інформація. Станція, пробувши на орбіті 54 дні, закінчила свою роботу 28 травня 1973 в результаті природного гальмування у верхніх шарах атмосфери і впала в океан біля Австралії.
ТАРС 28 травня оголосило, що «програма польоту завершена» (не сказавши «успішно»). Аналіз причин аварії дозволив припустити нештатну роботу рухової установки, що призвело до прогорання корпусу станції. Для роботи на станції готувався екіпаж Павла Поповича і Юрія Артюхіна.